# 李之藻
李之藻（1571年10月13日—1630年11月1日），字振之，号我存，凉庵居士、凉庵逸民、凉庵子、凉叟、存圆寄叟等，教名良（Leo）。浙江杭州府仁和縣人，明末政治人物、翻译家、天文学家，中國聖教三柱石之一。與徐光啟一同受洗成天主教徒。

## 生平
李之藻生於隆慶五年（1571年）。万历二十六年（1598年）戊戌科二甲第五名进士，礼部觀政，授任工部营缮司员外郎，管理节慎库，三十一年七月与翰林院编修陈之龙典福建乡试，本年升郎中，济宁管河道。三十三年京察去職，三十六年降任直隶开州知州，三十八年升南京工部员外郎，升郎中，管理宝源局，後考察去职。
泰昌元年起补工部屯田司郎中，调都水司郎中，管南河。天啓元年（1621年）三月升廣東布政使司右参政，廷推留用，次月改为光禄寺少卿、管工部都水司郎中事，奉命调度十六门城楼军器，铸造西洋大炮、战车及工部火器、火药，二年三月升太仆寺少卿，仍管工部都水司郎中事，上疏以夷攻夷二策，言西洋大铳可以制奴，兵部移文徵取，于是两广总督胡应台遣游击张焘解送夷目七名、通事一名、傔伴十六名赴京听用。天啓三年二月，李之藻被科道纠拾，调用南京。
万历二十九年（1601年）开始师从利玛窦学习西方科学。万历三十八年（1610）二月，李之藻在北京突患重病，李以為必死，留下遗嘱，利玛窦“朝夕于床笫间，躬为调护”，同年，皈依天主教，聖名良（Leo），将家中供祀的佛像毁弃，换上耶稣像。事實上，李之藻認識利玛窦之初，利玛窦就劝他入教，但未成功，主因是李之藻有妾，而天主教奉行一夫一妻制，李之藻與利玛窦來往多年之後，終于下決心休離妾，正式受洗，但李之藻本人“赌博成瘾，谁也比不上他那样酷爱下棋、打麻将。”
天启元年（1621年），出任光禄寺少卿，负责研制大炮，天启三年（1623年）去职。崇祯二年（1629年）重新起复，负责修订历法，李之藻还自己制作了地球仪等天文仪器，府內幾乎到處都是儀器。晚年一目失明，一目視力甚弱，仍然嗜学不倦。次年（崇祯三年，1630年）病逝于任上。
李之藻向明朝廷推薦傳教士所傳曆法，并自澳門葡萄牙人處引進大炮以抵禦滿洲人。同時他也善於翻譯，許多西洋典籍直接或間接地藉由李之藻之手完成翻譯、校訂以及出版工作。在《坤輿萬國全圖》的題記中，李之藻表現出了對當時世界科技發展的程度的驚訝和強烈興趣。

## 著作
李之藻和利玛窦合作编译了中国最早的西方算术译著《同文算指》，天文学著作《经天该》、《新算法书》、《天学初函》以及世界地图绘制史上具有重要地位的《坤舆万国全图》，音樂著作《頖宫礼乐疏》。另有哲学译著《名理探》和《寰有诠》等。
中国科学院自然科学史研究所郑诚副研究员辑校、李之藻撰《李之藻集》一书，在2018年6月由中华书局出版。

### 引用
1. ↑  李之藻，《上耶穌會總會長書》，1626年3月30日，杭州
2. ↑  《萬曆二十六年進士登科錄》
3. ↑  《萬曆二十六年戊戌科進士履歷》：李之藻，我存，易四房，辛未九月二十五生。仁和人，甲午四十，会十，二甲五。礼部政，授工部主事，己亥管节慎库，癸卯付建主考，本年升郎中，济宁管河，乙巳京察，戊申補開州知州，庚辰（庚戌）升南工部员外，本年升郎中，庚寅（庚申）補屯田司郎中，本年调都水司郎中，管南河，辛酉升广东参政，廷推留用，改光录少卿，管理军需，壬戌升太仆少卿，癸亥拾遺，己巳起原任，庚午卒。曾祖荣，听选官。祖子堂，知事。父师息。
4. ↑  艾儒略：《大西西泰利先生行迹》，转引自方豪《中国天主教史人物传》上册（中华书局，1988），第117页。
5. ↑  裴化行（Henri Bernard，1889－1975）：《利玛窦评传》，管震湖译，商务印书馆，1993，上卷第301页
6. ↑  罗渔译，《利玛窦书信集》，光启出版社、辅仁大学出版社联合发行，1956年。
7. ↑  徐宗泽《中国天主教传教史概论》说：“李之藻自从与西士游，以至末年，前后共二十多年，他的主要工作，是在编译书籍；不论何时何处，即在轿中，即在宴会，也不停地看阅、写作。迨至年老，一目已坏，一目又不甚明，他还面书披阅；他和西士会谈时，第一问题：‘现在有何新书？’‘现在何书可译？’从１５８３年至１６４０年，他翻译西方书付印的书近五十种。”
8. 1 2  鄭, 誠 (编). . 中華書局. 2018. 整理說明、《題坤輿萬國全圖》. ISBN 9787101126808.